# Agrias flavopunctata
Agrias flavopunctata är en fjärilsart som beskrevs av Le Moult 1926. Agrias flavopunctata ingår i släktet Agrias och familjen praktfjärilar. Inga underarter finns listade i Catalogue of Life.